# Nymphon uniunguiculatum
Nymphon uniunguiculatum är en havsspindelart som beskrevs av Losina-Losinsky, L.K. 1933. Nymphon uniunguiculatum ingår i släktet Nymphon och familjen Nymphonidae. Inga underarter finns listade i Catalogue of Life.